# Nicolae Costake
Nicolae Costake (Neculae Constantin Paul Costake, n. 1932 – d. 17 noiembrie 2017, București
) a fost un inginer român, specialist în domeniile tehnologiei informației și managementului.
S-a născut în anul 1932 și a absolvit în anul 1955 Institutul Politehnic București. În anul 1977 a devenit doctor inginer în specialitatea Management Industrial. A contribuit la fundamentarea achiziției și la implementarea primului calculator electronic "Mainframe" cu multiprogramare dinamică din România, a contribuit esențial la Strategia realizării societății informaționale  și a promovat conceptul de Management societal informatizat .
De asemenea, Nicolae Costake a coordonat realizarea primelor registre electronice SIRUES și SIRUTA și sistemul parametrizat de prelucrare a datelor statistice ESOP. A încurajat înființarea Asociației Colegiului "Sfântul Sava" București, colegiu pe care l-a absolvit și a contribuit la conturarea obiectivelor și a Statutului acestei Asociații.
Nicolae Costake a murit la București, pe data de 17 noiembrie 2017 și este îngropat în cimitirul Bellu.